# Oswald Ziegler

Oswald Ziegler (1992)

Oswald Ziegler (* 21. Juni 1933 in Bauen; † 28. April 2014) war ein Schweizer Politiker (CVP).
Von 1979 bis 1987 war Ziegler Gemeindepräsident von Bauen. Von 1975 bis 1987 gehörte er dem Landrat des Kantons Uri an. In den Jahren 1984/1985 war er Präsident des Landrats. Von 1982 bis 1987 präsidierte Ziegler die CVP des Kantons. Er wurde 1987 in den Ständerat gewählt und gehörte ihm bis 1995 an. Im Ständerat war er Mitglied verschiedener Kommissionen, darunter als Präsident der Sicherheitspolitischen Kommission und als Mitglied der Finanzkommission.
Im wirtschaftlichen Umfeld war Ziegler auch tätig. Er war 31 Jahre Verwaltungsratspräsident der Auto AG Uri, welches ein öffentlicher Verkehrsbetrieb ist. Zudem war er Präsident der Treib-Seelisberg-Bahn und stand der Urner Kantonalbank als Präsident des Bankrats vor.